# Сан Лоренсо Теночтитлан
Сан Лоренсо (енгл. San Lorenzo Tenochtitlán), археолошко налазиште у држави Веракруз, Мексико, место прве историјске престонице Олмека. У успону између 1200. и 900. године пре нове ере, вероватно најстарији олмечки обредни центар.

## Историја
Сан Лоренсо је био најстарији верски центар цивилизације Олмека у средњем прекласичном периоду мезоамеричке историје (1200-400. године пре нове ере). Врхунац развоја достигао је између 1150. и 900. године пре нове ере. Његов обредни центар налази се на ниској висоравни од 50 хектара, недалеко од реке Коацалкоалкос, где су пронађени остаци кућа са полукружном основом и зидовима од набоја и дрвета, грађевина са подовима и зидовима од камена, као и једна ниска грађевина са природним стубовима од базалта. Откривене су и радионице за обраду опсидијана и других сировина, повезане са стамбеним јединицама. Током процвата града, брдо је поравнато, што је вероватно захтевало велики број радника, и изграђени су канали за дистрибуцију воде и канализацију помоћу камења у облику латиничног слова У, покривеног пљоснатом каменом плочом. Ипак, Сан Лоренсо је најпознатији по 70 изрезбарених монолита, међу којима је и 10 колосалних глава.